# 大阪市立西淡路小学校
大阪市立西淡路小学校（おおさかしりつ にしあわじしょうがっこう）は、大阪府大阪市東淀川区にある公立小学校。

## 概要
2016年、大阪市立淡路小学校と旧・大阪市立西淡路小学校（東淀川区西淡路3丁目14番11号）が統合し、従来の大阪市立淡路小学校を存続校として旧・大阪市立西淡路小学校を閉校とする扱いで、従来の大阪市立淡路小学校を大阪市立西淡路小学校に改称した。
2小学校統合と同時の2016年4月より、隣接している新・西淡路小学校と大阪市立淡路中学校は、隣接型小中一貫校へと改編された。西淡路小学校・淡路中学校の両校を総称して「小中一貫 須賀の森学園」の愛称が付けられている。
本項では、新旧双方の西淡路小学校について記載する。

## 沿革

### 旧・西淡路小学校
旧・西淡路小学校は1934年3月、大阪市啓発第三尋常小学校として創立した。開校直後の1934年4月には高等科を併設し、大阪市啓発第三尋常高等小学校へと改称している。
1941年4月には、国民学校令施行により大阪市西淡路国民学校と改称した。太平洋戦争の戦局悪化に伴い、1944年には学童集団疎開が実施されることになった。疎開先は当時の大阪市22行政区各区ごとに割り当てられ、当時の東淀川区（現在の淀川区の区域を含む）では大阪府北摂（豊能地域・三島地域）方面への疎開が割り当てられた。西淡路国民学校では1944年9月より、大阪府豊能郡西能勢村（現在の能勢町）へ集団疎開をおこなっている。
1947年の学制改革により、大阪市立西淡路小学校となった。
1957年には学校規模過密化のため東淀川区国次町（現在の西淡路5丁目）に分校を設置し、分校は翌1958年に大阪市立淡路小学校として独立した。
さらに1972年には東淀川区淡路本町2丁目（現在の淡路3丁目13番）に分校を設置した。分校設置場所は、別の場所に移転した浪商高等学校の跡地にあたる。このときに設置された分校は1995年に本校に統合される形で閉鎖となり、跡地には淡路地域福祉・生活支援センター、淡路3公園、大阪市北部こども相談センター（児童相談所）などが開設されている。

### 旧・淡路小学校（現・西淡路小学校）
現在の西淡路小学校は1957年、東淀川区国次町1501番地（現在の西淡路5丁目5番32号）で西淡路小学校分校として開校した。翌1958年には大阪市立淡路小学校として独立校になった。 
学校敷地は、分校設置直前の1957年3月に従来の大阪市立淡路中学校が隣接地に移転した跡地を転用し､分校開設当初の校舎は淡路中学校のものをそのまま引き継いで使用した。
1958年6月10日に開校記念式典をおこない、この日を淡路小学校としての創立記念日と位置づけていた。

### 小中一貫「須賀の森学園」
大阪市学校適正配置審議会は2010年、「今後の学校配置の適正化の進め方について（答申）」を出した。答申によると、一定の規模を下回る状況が続くと見込まれる学校については、近隣校との統廃合も含めた再編を検討するとした。統廃合対象校の選定については、児童数・学級数・将来的な児童数の推移予測などの複数の基準を示し、基準ごとに優先順位を付けて着手するとした。
この方針を具体化させる形で、2014年には東淀川区でも、児童数が減少していた淡路小学校と西淡路小学校の統合方針が具体化した。
地域での協議を経て、2015年3月には、「2016年4月に西淡路小学校を淡路小学校の場所に統合し、学校名を大阪市立西淡路小学校とすることと、淡路中学校との隣接型小中一貫教育のモデル校とする」という内容がまとまった。
小中一貫校の愛称は2016年1月に「須賀の森学園」に決定し、2016年4月に従来の西淡路小学校を廃止し、淡路小学校を校名変更する形で、大阪市立西淡路小学校となった。

### 年表
（旧・西淡路小学校）
- 1934年3月 - 大阪市啓発第三尋常小学校として創立。
- 1934年4月 - 高等科を設置。大阪市啓発第三尋常高等小学校と改称。
- 1941年4月 - 国民学校令施行により大阪市西淡路国民学校と改称。
- 1944年9月 - 大阪府豊能郡西能勢村（現在の能勢町）へ集団疎開。
- 1947年4月 - 学校教育法施行により、大阪市立西淡路小学校と改称。
- 1957年9月 - 隣接地に移転していた大阪市立淡路中学校跡に分校を設置。
- 1958年4月 - 分校を大阪市立淡路小学校として分離。2～6年生が淡路小学校へ移籍。
- 1972年9月 - 東淀川区淡路本町2丁目に分校を設置。
- 1995年4月 - 分校を統廃合。
- 2016年3月 - 閉校。

（淡路小学校→西淡路小学校）
- 1957年 - 大阪市立西淡路小学校分校として現在地に設置。
- 1958年 - 大阪市立淡路小学校として開校。
- 2014年3月 - 淡路小学校・西淡路小学校の統廃合協議を開始。
- 2015年3月 - 統合方針がまとまる。
- 2016年4月 - 旧西淡路小学校を閉校。旧淡路小学校を大阪市立西淡路小学校に名称変更し、隣接型小中一貫教育開始。

## 旧・西淡路小学校の跡地活用
もと西淡路小学校の跡地の活用については、東淀川区役所と地域との間で検討が続けられている。区役所では、近隣に災害時の避難場所などが確保できないことなどから、災害避難場所としての機能を確保した形での活用を検討している。

## 通学区域
- 大阪市東淀川区 西淡路1-6丁目、淡路1-4丁目

卒業生は大阪市立淡路中学校に進学する。

## 交通
- 東海道本線（JR京都線） 東淀川駅 北東へ約700m。
- 阪急京都線・千里線 淡路駅 北西へ約800m。